# Mohamed Maouche
Mohamed Maouche (* 24. Februar 1936 in El Biar) ist ein ehemaliger algerisch-französischer Fußballspieler und -trainer.

## Sportliche Laufbahn
Der junge Spieler der AS Saint-Eugène aus Algier galt als eines der größten Talente in Frankreich, wozu Algerien in den 1950ern noch zählte; 1953 belegte er beim Concours du jeune footballeur den vierten Platz in der Endausscheidung in Paris.
1956 verpflichtete der Europapokalfinalist Stade Reims Maouche; dieser nutzte diese Chance nicht nur aus sportlichen Gründen gerne, sondern auch, weil er „die Hitze nicht mochte“. Zu Saisonbeginn 1956/57 gehörte der Halbstürmer zu den auffälligsten Erscheinungen bei den Rémois: ihm gelangen in vier Erstligaspielen gleich drei Treffer. Allerdings war die Erwartung, er könne auf Anhieb die Lücke füllen, die der Wechsel Raymond Kopas zu Real Madrid hinterlassen hatte, ein zu hoher Anspruch an einen 20-Jährigen. Zudem wurde Mohamed Maouche schon nach wenigen Monaten zur Ableistung seines 18-monatigen Wehrdienstes beim „Fußballbataillon von Joinville“ eingezogen. Deshalb fehlte er auch, als Stade Reims im Februar 1957 im Pokalbewerb sensationell gegen SCU El Biar – einen Amateurclub aus Maouches Geburtsort – ausschied. Er reiste mit der Militärnationalelf zur Weltmeisterschaft nach Buenos Aires, kam aber dort, anders als in der Qualifikation, nicht zum Einsatz. Als er sich gerade wieder in das Aufgebot der ersten Mannschaft von Reims gespielt hatte, verletzte er sich Anfang Februar 1958 im Pokalspiel gegen den FC Limoges schwer.
Am zweiten Aprilwochenende, wenige Spieltage vor Ende der Saison 1957/58, kam es zu einer abrupten Unterbrechung seiner Karriere im französischen Fußball. Mohamed Maouche hatte sich wie etliche andere algerische Berufsfußballer entschieden, für die Auswahlmannschaft der Unabhängigkeitsbewegung Algeriens (FLN) zu spielen, um so für die Selbständigkeit der französischen Kolonie zu werben.
Um gemeinsam über Italien nach Tunis zu reisen, wollte er sich mit einer Gruppe anderer Spieler (darunter Abdelhamid Kermali und Rachid Mekhloufi) in Lausanne treffen, verpasste diese jedoch. Da er noch in der französischen Armee diente, befürchtete er, nach 48 Stunden wegen Desertion zur Fahndung ausgeschrieben zu werden, und kehrte deshalb vor Ablauf dieser Frist nach Frankreich zurück. Dort wurde er für mehr als einen Monat arrestiert und musste sich anschließend regelmäßig bei den Behörden melden (résidence surveillée); ein Verfahren vor einem Militärgericht blieb ihm jedoch erspart. Erst im Spätherbst 1960 stieß er zur FLN-Auswahl. Im Mai des Jahres wurde der Rekonvaleszent ohne weitere Einsätze in der Profielf von Stade Reims französischer Meister und Pokalsieger, gewann somit auch das Doublé.
1959 wurde Mohamed Maouche gemeinsam mit Armand Penverne und René Bliard an den Zweitdivisionär Red Star ausgeliehen, der mit aller Macht und kräftigen Investitionen ins fußballerische Oberhaus zurückkehren wollte. Maouche bestritt dort 13 Punktspiele und erzielte zwei Treffer, den Aufstieg in die Division 1 verpasste der Klub aber knapp; 1960 holte Reims den Algerier zurück. Nach der Rückkehr Kopas ein Jahr zuvor und aufgrund der Tatsache, dass mit Fontaine, Piantoni, Vincent und Muller nahezu die gesamte Sturmreihe der französischen Nationalelf bei den Rot-Weißen aus der Champagne spielte, war in deren Angriff kein fester Platz für ihn. Er wurde zu Saisonbeginn überwiegend in der Amateurelf eingesetzt und kam auch zu keinem Einsatz im Europapokal, für den Stade sich als Landesmeister 1960 erneut qualifiziert hatte. Nach einem letzten Auftritt mit den Profis (2:2 bei Stade Rennes am 4. September 1960) fuhr er nach Tunis, um zukünftig mit der FLN-Auswahl zu spielen. Zu wie vielen Einsätzen er dort gekommen ist, lässt sich bisher nicht genau feststellen. Nach Erlangung der Unabhängigkeit seines Heimatlandes arbeitete er zunächst als Spielertrainer im schweizerischen Martigny; anschließend kehrte er nach Algerien zurück. Im Dezember 1970 nahm er an einem Abschiedsspiel der FLN-Auswahl für den verstorbenen Abdelaziz Ben Tifour teil. Später arbeitete er als Sportlehrer in Mostaganem, dazu als Trainer bei mehreren Vereinen und betreute 1981/82 als Assistent von Jewgenij Rogow kurzzeitig auch die algerische Nationalmannschaft. Bei der WM in Spanien, für die sich die Fennecs – „Wüstenfüchse“ ist eine Bezeichnung für diese Nationalelf – erstmals qualifizieren konnten, trug allerdings wieder Rachid Mekhloufi die Verantwortung.

### Vereinsstationen
- Association Sportive de Saint-Eugène Alger (1949–1956, ab 1953 in der ersten Elf)[2]
- Stade de Reims (1956–1958)
- Red Star Olympique Audonien (1959/60, in D2)
- Stade de Reims (1960/61)
- FLN-Auswahl (1960–1962)
- Martigny (Schweiz) (1962, als Spielertrainer)
- Espérance Mostaganem (als Spielertrainer)

## In der Nationalmannschaft
Maouche hat nicht nur für die FLN-Auswahl, sondern nach 1962 auch für die offizielle algerische Nationalmannschaft gespielt. Im Oktober 1964 stürmte er beim 1:0-Sieg in Oran über Rumänien für die Fennecs („Wüstenfüchse“ ist die geläufige Bezeichnung für Algeriens Nationalelf).

## Palmarès
- Französischer Meister: 1958
- Französischer Pokalsieger: 1958 (ohne Einsatz im Finale)
- Militärweltmeister 1957 (ohne Einsatz beim Endrundenturnier) mit Frankreich
- 1 A-Länderspiel für Algerien